# Christmas Fantasy
Christmas Fantasy è il settimo album discografico in studio della cantante statunitense Anita Baker, pubblicato nell'ottobre 2005.

## Tracce
1. Frosty's Rag (Frosty the Snowman) - 3:46
2. Christmas Time Is Here - 4:38
3. I'll Be Home for Christmas - 5:24
4. Christmas Fantasy - 4:34
5. God Rest Ye Merry, Gentlemen - 4:53
6. Moonlight Sleighride - 6:15
7. O Come, All Ye Faithful (con The Yellowjackets) - 5:38
8. Family of Man - 4:49
9. My Favorite Things - 5:02